# Teresa Valenti Gonzaga
Teresa Valenti Gonzaga (Mantova, 1793 – Mantova, 1871) è stata una patriota italiana.

## Biografia
Nacque a Mantova dalla nobile famiglia Valenti Gonzaga, figlia di Antonio, IV marchese di Montilio, e di sua moglie Giuseppa de Tassis. 
Sposò il conte Francesco Arrivabene (1787-1881), dando vita alla famiglia Arrivabene-Valenti Gonzaga.
Nel 1848 partecipò alla congiura antiaustriaca, utilizzando la propria abitazione per le riunioni segrete. Venne espulsa dalla città dalla polizia austriaca, ma ritornò a Mantova nel 1849, ricominciando la propria attività di cospirazione assieme a Ippolito Nievo, a don Enrico Tazzoli, suo parente, e a don Giovanni Grioli.
Nel 1859 venne arrestata ed imprigionata dagli austriaci con l'accusa di avere acquistato una grande bandiera tricolore. Per la sua liberazione si narra che il marito fosse entrato in contatto anche con Napoleone III.

## Discendenza
Da Francesco e Teresa nacquero cinque figli, tra cui:
- Carlo, deputato al Parlamento italiano
- Giovanni
- Adelia, attrice e patriota

## Albero genealogico
|                                                     |                                                   |                                                           | Genitori                                                         |  |  | Nonni |  |  | Bisnonni                                                 |  |  | Trisnonni                                       |  |
|                                                     |                                                   |                                                           |                                                                  |  |  |       |  |  | Carlo Francesco Valenti Gonzaga, II marchese di Montilio |  |  | Odoardo Valenti Gonzaga, I marchese di Montilio |  |
|                                                     |                                                   |                                                           |                                                                  |  |  |       |  |  | Carlo Francesco Valenti Gonzaga, II marchese di Montilio |  |  | Odoardo Valenti Gonzaga, I marchese di Montilio |  |
|                                                     |                                                   | Laura Castelbarco                                         |                                                                  |  |  |       |  |  | Carlo Francesco Valenti Gonzaga, II marchese di Montilio |  |  |                                                 |  |
| Odoardo Valenti Gonzaga, III marchese di Montilio   |                                                   |                                                           |                                                                  |  |  |       |  |  | Carlo Francesco Valenti Gonzaga, II marchese di Montilio |  |  |                                                 |  |
|                                                     |                                                   | Barbara Andreasi, marchesa di Rolo                        | Silvio Andreasi, marchese di Rolo                                |  |  |       |  |  |                                                          |  |  |                                                 |  |
|                                                     |                                                   | Barbara Andreasi, marchesa di Rolo                        | Silvio Andreasi, marchese di Rolo                                |  |  |       |  |  |                                                          |  |  |                                                 |  |
|                                                     |                                                   | Barbara Andreasi, marchesa di Rolo                        | Camilla Emili                                                    |  |  |       |  |  |                                                          |  |  |                                                 |  |
| Antonio Valenti Gonzaga, IV marchese di Montilio    |                                                   | Barbara Andreasi, marchesa di Rolo                        |                                                                  |  |  |       |  |  |                                                          |  |  |                                                 |  |
|                                                     |                                                   | Giovanni Battista Castelbarco, II conte di Castelbarco    | Francesco Castelbarco, I conte di Castelbarco                    |  |  |       |  |  |                                                          |  |  |                                                 |  |
|                                                     |                                                   | Giovanni Battista Castelbarco, II conte di Castelbarco    | Francesco Castelbarco, I conte di Castelbarco                    |  |  |       |  |  |                                                          |  |  |                                                 |  |
|                                                     |                                                   | Giovanni Battista Castelbarco, II conte di Castelbarco    | Claudia Dorotea Emerenziana von Lodron                           |  |  |       |  |  |                                                          |  |  |                                                 |  |
| Francesca Castelbarco                               |                                                   | Giovanni Battista Castelbarco, II conte di Castelbarco    |                                                                  |  |  |       |  |  |                                                          |  |  |                                                 |  |
|                                                     |                                                   | Chiara Rangoni                                            | Lotario Rangoni, conte di Castelvetro con Solignano e Rimaldello |  |  |       |  |  |                                                          |  |  |                                                 |  |
|                                                     |                                                   | Chiara Rangoni                                            | Lotario Rangoni, conte di Castelvetro con Solignano e Rimaldello |  |  |       |  |  |                                                          |  |  |                                                 |  |
|                                                     |                                                   | Chiara Rangoni                                            | Lucrezia di Sanbonifacio                                         |  |  |       |  |  |                                                          |  |  |                                                 |  |
| Teresa Valenti Gonzaga                              |                                                   | Chiara Rangoni                                            |                                                                  |  |  |       |  |  |                                                          |  |  |                                                 |  |
|                                                     | Giuseppe della Torre e Tassis, principe di Tassis | Michele I della Torre e Tassis, principe de Tassis        |                                                                  |  |  |       |  |  |                                                          |  |  |                                                 |  |
|                                                     | Giuseppe della Torre e Tassis, principe di Tassis | Michele I della Torre e Tassis, principe de Tassis        |                                                                  |  |  |       |  |  |                                                          |  |  |                                                 |  |
|                                                     | Giuseppe della Torre e Tassis, principe di Tassis | Isabella Cagni, marchesa di Romagnano                     |                                                                  |  |  |       |  |  |                                                          |  |  |                                                 |  |
| Michele II della Torre e Tassis, principe di Tassis | Giuseppe della Torre e Tassis, principe di Tassis |                                                           |                                                                  |  |  |       |  |  |                                                          |  |  |                                                 |  |
|                                                     |                                                   | Gertrude Sans de Miguel y Monraden                        | Francisco Sans de Miguel                                         |  |  |       |  |  |                                                          |  |  |                                                 |  |
|                                                     |                                                   | Gertrude Sans de Miguel y Monraden                        | Francisco Sans de Miguel                                         |  |  |       |  |  |                                                          |  |  |                                                 |  |
|                                                     |                                                   | Gertrude Sans de Miguel y Monraden                        | Maria de Montrodon                                               |  |  |       |  |  |                                                          |  |  |                                                 |  |
| Giuseppa della Torre e Tassis                       |                                                   | Gertrude Sans de Miguel y Monraden                        |                                                                  |  |  |       |  |  |                                                          |  |  |                                                 |  |
|                                                     |                                                   | Karl Wenceslaus zu Lodron-Laterano, conte di Castelromano | Ferdinand Philipp zu Lodron                                      |  |  |       |  |  |                                                          |  |  |                                                 |  |
|                                                     |                                                   | Karl Wenceslaus zu Lodron-Laterano, conte di Castelromano | Ferdinand Philipp zu Lodron                                      |  |  |       |  |  |                                                          |  |  |                                                 |  |
|                                                     |                                                   | Karl Wenceslaus zu Lodron-Laterano, conte di Castelromano | Anna Theresia Sonnau und Reichersberg                            |  |  |       |  |  |                                                          |  |  |                                                 |  |
| Johanna Theresia zu Lodron-Laterano                 |                                                   | Karl Wenceslaus zu Lodron-Laterano, conte di Castelromano |                                                                  |  |  |       |  |  |                                                          |  |  |                                                 |  |
|                                                     |                                                   | Maximiliane von Montfort zu Tettnang                      | Anton von Montfort zu Tettnang, conte                            |  |  |       |  |  |                                                          |  |  |                                                 |  |
|                                                     |                                                   | Maximiliane von Montfort zu Tettnang                      | Anton von Montfort zu Tettnang, conte                            |  |  |       |  |  |                                                          |  |  |                                                 |  |
|                                                     |                                                   | Maximiliane von Montfort zu Tettnang                      | Maria Anna Leopoldine von Thun                                   |  |  |       |  |  |                                                          |  |  |                                                 |  |
|                                                     |                                                   | Maximiliane von Montfort zu Tettnang                      |                                                                  |  |  |       |  |  |                                                          |  |  |                                                 |  |